# Giulia Amore
Giulia Amore (Roma, 4 giugno 2003) è una schermitrice italiana, specializzata nel fioretto.

## Biografia
È la figlia maggiore degli ex schermidori Gianmarco Amore e Diana Bianchedi. Studentessa del Bachelor of Science in Economics, Management and Computer Science presso l'Università Bocconi, è fidanzata con il fiorettista vicecampione olimpico Filippo Macchi.

## Carriera
Nel 2022 ha vinto la medaglia d'argento nel fioretto a squadre ai Mondiali giovanili di Dubai; anche l'anno successivo ha conquistato la medesima medaglia, nell'edizione svoltasi a Plovdiv. Agli Europei Under-23 del 2024 ha vinto la medaglia d'oro nella prova a squadre e quella di bronzo in quella individuale; nell'edizione del 2025 si è laureata campionessa europea Under-23 in entrambe le prove. Nello stesso anno ha vinto la medaglia d'argento nel fioretto a squadre ai Giochi mondiali universitari disputati in Germania, dove è stata la portabandiera italiana assieme allo sciabolatore Cosimo Bertini.

## Palmarès
- Giochi mondiali universitari

Reno-Ruhr 2025: argento nel fioretto a squadre.
- Europei Under-23

Tallinn 2025: oro nel fioretto individuale e nel fioretto a squadre.
Adalia 2024: oro nel fioretto a squadre; bronzo nel fioretto individuale.
- Mondiali giovanili

Plovdiv 2023: argento nel fioretto a squadre.
Dubai 2022: argento nel fioretto a squadre.
- Europei juniores

Tallinn 2023: oro nel fioretto individuale.
Parenzo 2020: argento nel fioretto a squadre.
- Campionati italiani

Piacenza 2025: oro nel fioretto a squadre.
Cagliari 2024: oro nel fioretto a squadre.
Courmayeur 2022: oro nel fioretto a squadre.